# Canoparmelia sanguinea
Canoparmelia sanguinea är en lavart som beskrevs av Marcelli, Benatti & Elix. Canoparmelia sanguinea ingår i släktet Canoparmelia och familjen Parmeliaceae.   Inga underarter finns listade i Catalogue of Life.